# Collapse into Now
Collapse into Now é o décimo quinto e último álbum de estúdio da banda de rock alternativo americana R.E.M., lançado no dia 7 de Março de 2011 na Europa e no dia seguinte lançado na América do Norte. O álbum foi produzido pela própria banda e por Jacknife Lee. A banda gravou o álbum em três diferentes cidades (Berlim, Nashville e Nova Orleães), onde também escreveram as canções. O álbum contém ainda participações de Patti Smith, Eddie Vedder (vocalista e guitarrista da banda Pearl Jam), Peaches, Lenny Kaye e Joel Gibb.

## Faixas
1. "Discoverer"
2. "All the Best"
3. "Überlin"
4. "Oh My Heart"
5. "It Happened Today" (com Eddie Vedder e Joel Gibb)
6. "Every Day Is Yours to Win"
7. "Mine Smell Like Honey"
8. "Walk It Back"
9. "Alligator Aviator Autopilot Antimatter" (com Peaches e Lenny Kaye)
10. "That Someone Is You"
11. "Me, Marlon Brando, Marlon Brando and I"
12. "Blue" (com Patti Smith)

## Paradas de sucesso
| Paradas (2011)         | Melhor posição |
| ---------------------- | -------------- |
| Finlândia Albums Chart | 17             |
| Hungria Albums Chart   | 20             |
| Espanha (PROMUSICAE)   | 3              |
| Suíça Music Charts     | 1              |
| Billboard 200          | 5              |